# Rhipidocephala obscurata
Rhipidocephala obscurata är en tvåvingeart som beskrevs av H. Oldroyd 1966. Rhipidocephala obscurata ingår i släktet Rhipidocephala och familjen rovflugor.
Artens utbredningsområde är Zimbabwe. Inga underarter finns listade i Catalogue of Life.